# Sternarchorhynchus gnomus
Sternarchorhynchus gnomus är en fiskart som beskrevs av De Santana och Donald C.Taphorn 2006. Sternarchorhynchus gnomus ingår i släktet Sternarchorhynchus och familjen Apteronotidae. Inga underarter finns listade i Catalogue of Life.